# Medusa
A Medusa (em grego:  Μέδουσα, Médousa, "guardiã", "protetora"), na mitologia grega, era um monstro ctônico do sexo feminino, uma das três Górgonas. Filha de Fórcis e Ceto (embora o autor antigo Higino interpole uma geração e cite outro casal ctônico como os pais da Medusa), quem quer que olhasse diretamente para ela seria transformado em pedra. Ao contrário de suas irmãs górgonas, Esteno e Euríale, Medusa era mortal; foi decapitada pelo herói Perseu, que utilizou posteriormente sua cabeça como arma, até dá-la para a deusa Atena, que a colocou em seu escudo. Na Antiguidade Clássica a imagem da cabeça da Medusa aparecia no objeto utilizado para afugentar o mal conhecido como gorgonião.
| “ | "Era da figura mais bela e cobiçada por muitos, e em toda ela não havia parte mais admirável do que o seu cabelo. O soberano do oceano, dizem, desonrou-a no templo de Minerva; a filha de Júpiter [Atena] "virou-se e cobriu o seu rosto casto com a égide, e para que o feito não ficasse impune, ela transformou o cabelo da Górgona em feias hidras. E ainda hoje, para aterrorizar e paralisar os inimigos, transporta diante do peito as cobras que criou". | ” |

## Medusa na mitologia grega

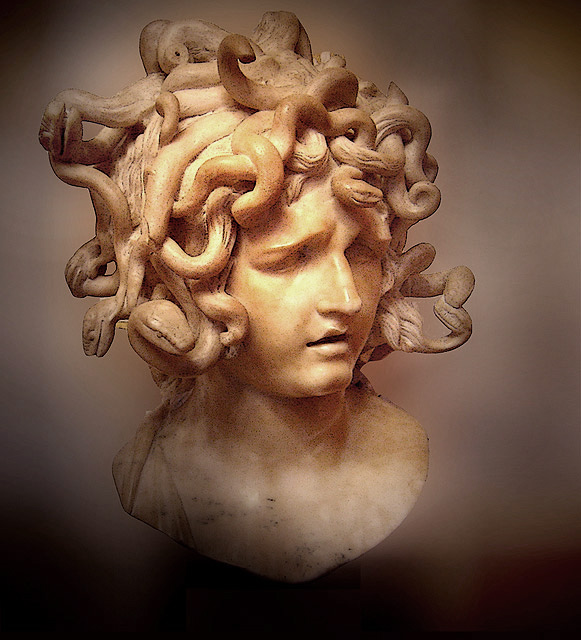
Medusa, obra de Bernini.
Museus Capitolinos, Roma Italía

Segundo Hesíodo (Teogonia), Ésquilo (Prometeu Acorrentado), Pausanias e Nono (Dionisíaca), as três irmãs Górgonas - Medusa, Esteno e Euríale - eram filhas das antigas divindades marinhas, Fórcis (Phorkys) e sua irmã, Ceto (Keto), monstros ctônicos de um mundo arcaico. Segundo Hesíodo, viviam no Oceano Ocidental, perto do local onde também viviam as Hespérides e a Nix. Sua genealogia é partilhada com outro grupo de irmãs, as Greias, como é explicado na obra Prometeu Acorrentado, de Ésquilo, que situa ambos os trios de irmãs num lugar longínquo, "a terrível planície de Cistene":
Enquanto os antigos artistas gregos, ao pintar vasos e gravar relevos, imaginavam a Medusa e suas irmãs como tendo nascido com uma forma monstruosa, os escultores e pintores do século V a.C. passaram a visualizá-la como sendo bela, ao mesmo tempo que aterrorizante. Numa ode escrita em 490 a.C., Píndaro já falava da "Medusa de belas bochechas".
| “ | "Lá perto delas suas três irmãs feiosas, as Górgonas, aladas Com cobras no lugar de cabelo — odiavam o homem mortal —" | ” |

Numa versão posterior do mito da Medusa, relatada pelo poeta romano Ovídio, Medusa foi originalmente uma bela donzela, que trabalhava como sacerdotisa no templo de Atenas, 'desejada por muitos pretendentes mortais e imortais'.
Sua beleza era tão grande que passou a acreditar que era mais bela que a deusa Atena e a se vangloriar por isso. Um dia, ela teve relação sexual com o "Senhor dos Mares", Poseidon. Após isso, quando Medusa retornou ao templo da deusa fingindo não ter acontecido nada, a deusa enfurecida transformou o belo cabelo de que ela tanto se orgulhava em serpentes e deixou seu rosto tão horrível de se contemplar que a mera visão dela transformaria todos que o olhassem em pedra. Na versão de Ovídio, Perseu descreve a punição dada por Atena à Medusa como "justa" e "merecida".

### A morte da Medusa
Na maioria das versões do mito, enquanto Medusa esperava um filho de Poseidon, deus dos mares, teria sido decapitada pelo herói Perseu (semi-deus), que havia recebido do rei Polidetes de Sérifo a missão de trazer sua cabeça como presente. Com o auxílio de Atena, de Hermes, que lhe forneceu sandálias aladas, e de Hades, que lhe deu um elmo de invisibilidade, uma espada e um escudo espelhado, o herói cumpriu sua missão, matando a Górgona após olhar apenas para seu inofensivo reflexo no escudo, evitando assim ser transformado em pedra. Quando Perseu separou a cabeça da Medusa de seu pescoço, duas criaturas nasceram: o cavalo alado Pégaso e o gigante dourado Crisaor.

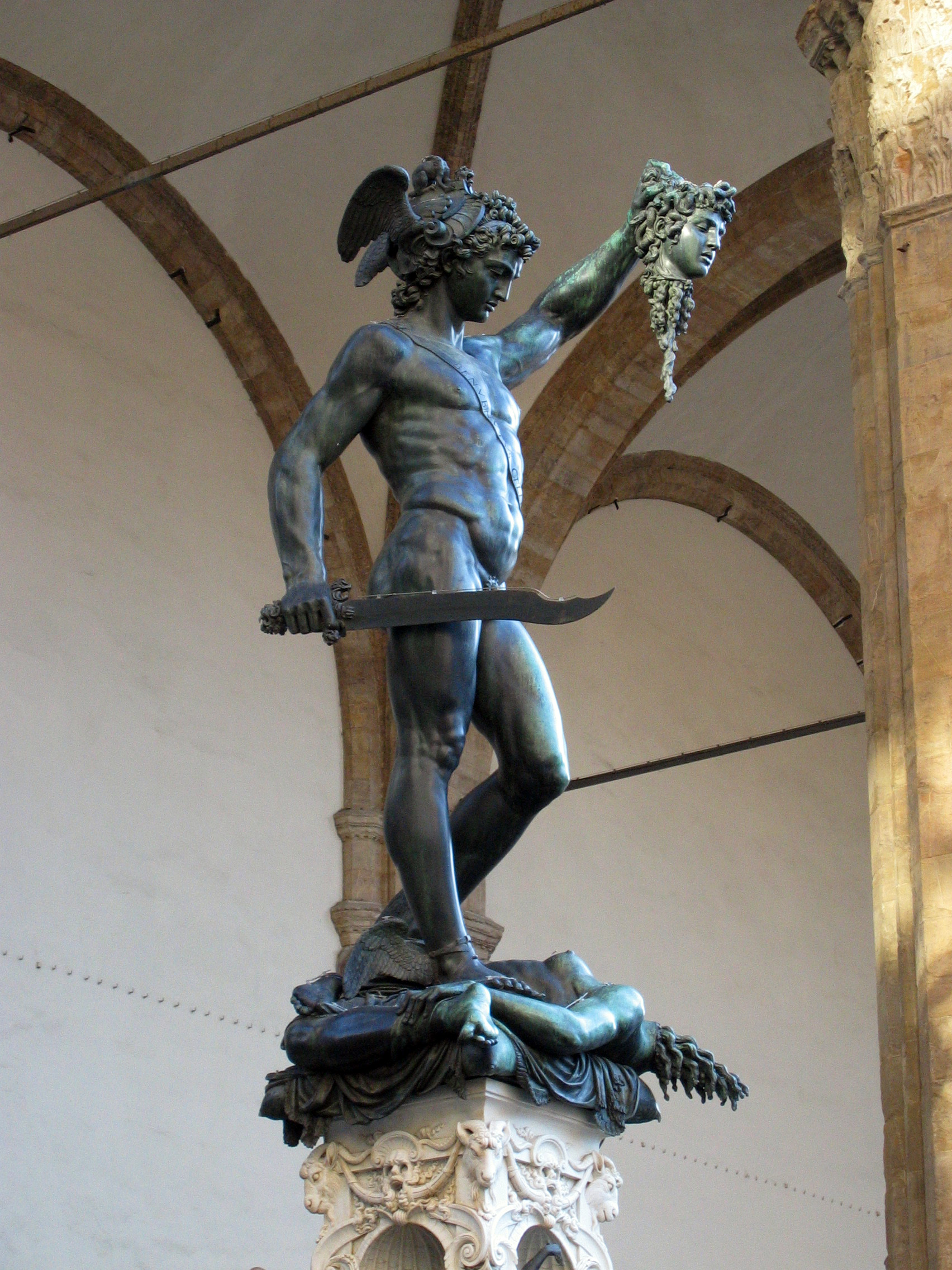
Perseu com a Cabeça da Medusa, de Benvenuto Cellini, de 1554.

Para a acadêmica britânica Jane Ellen Harrison, a "potência (da Medusa) somente se inicia quando sua cabeça é cortada, e aquela potência se encontra na cabeça; ela é, noutras palavras, uma máscara com um corpo acrescentado posteriormente a ela... a base do gorgonião é um objeto de culto, uma máscara ritual mal-compreendida."
Na Odisseia Homero não menciona a Medusa especificamente pelo nome:
| “ | "A menos que por minha ousadia Perséfone, a terrível, Do Hades envie uma pavorosa cabeça de um monstro horrível." | ” |

Ainda para Harrison, "a Górgona teria nascido do terror, e não o terror da Górgona."
De acordo com Ovídio, no Noroeste da África, Perseu teria voado pelo titã Atlas, que segurava o céu em seus ombros, e o transformado em pedra. Os corais do Mar Vermelho teriam sido formados pelo sangue da Medusa, derramado sobre algas quando Perseu colocou a cabeça num trecho do litoral, durante sua breve estada na Etiópia, onde salvou e se casou com a princesa Andrômeda. As víboras venenosas que infestam o Saara também foram citadas como sendo nascidas de gotas derramadas de seu sangue. 

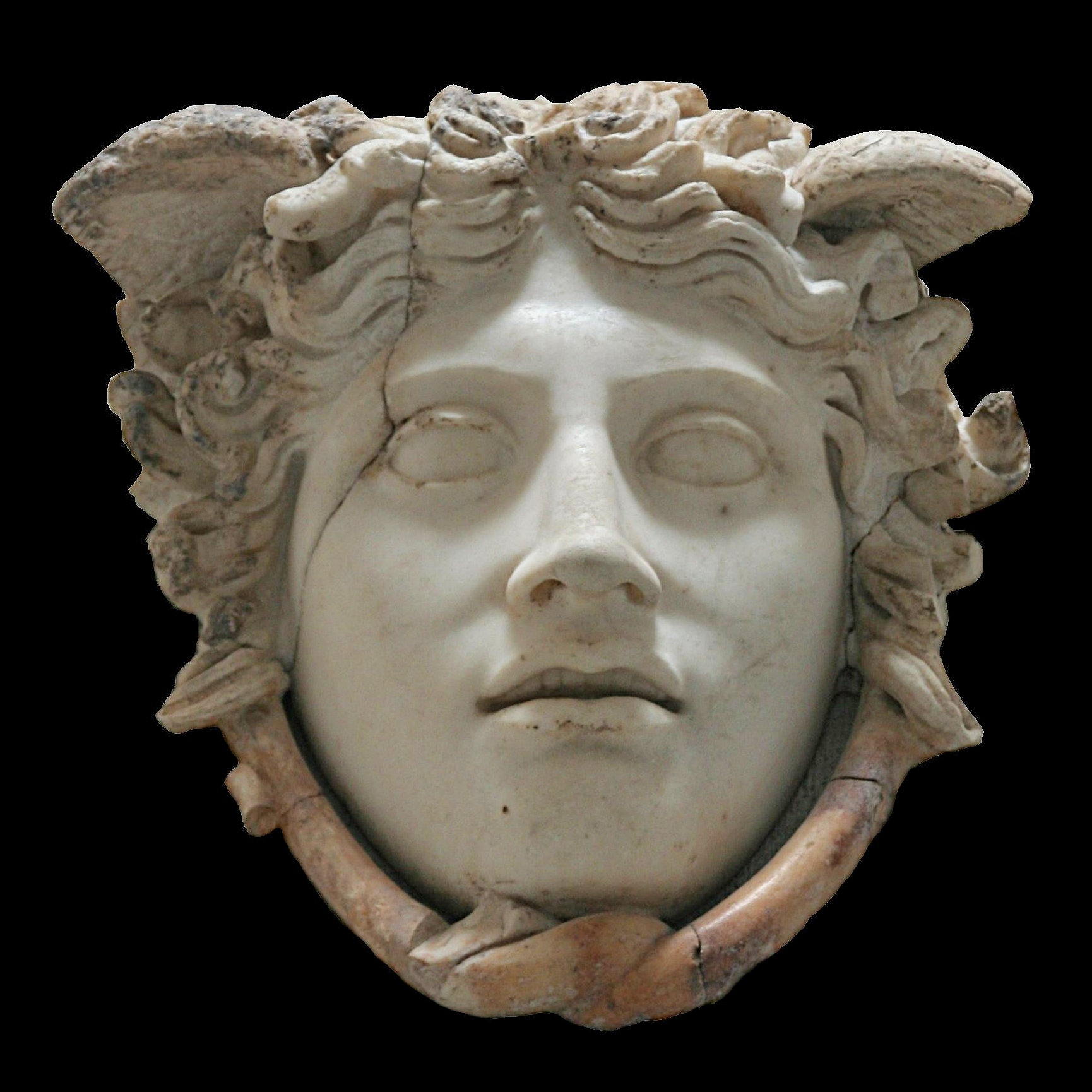
A Medusa Rondanini, mármore (h. 0.29 m)

Perseu voou então para Sérifo, onde sua mãe estava prestes a ser forçada a se casar com o rei Polidetes, que foi transformado em pedra ao olhar para a cabeça da Medusa. Perseu deu então a cabeça da Górgona para Atena, que a colocou em seu escudo, o Aegis.
Algumas referências clássicas se referem às três Górgonas; Harrison considerava que o desmembramento da Medusa num trio de irmãs seria um aspecto secundário do mito:
| “ | "A forma tripla não é primitiva, é apenas um exemplo de uma tendência geral... que faz de cada deusa uma trindade, o que nos deu as Horas, as Graças, as Semnas, e diversas outras tríades. Parece imediatamente óbvio que as Górgonas não são realmente três, mas sim uma + duas. As duas irmãs que não foram mortas são meros apêndices existentes pelo costume; a Górgona verdadeira é a Medusa." | ” |

## Interpretações modernas

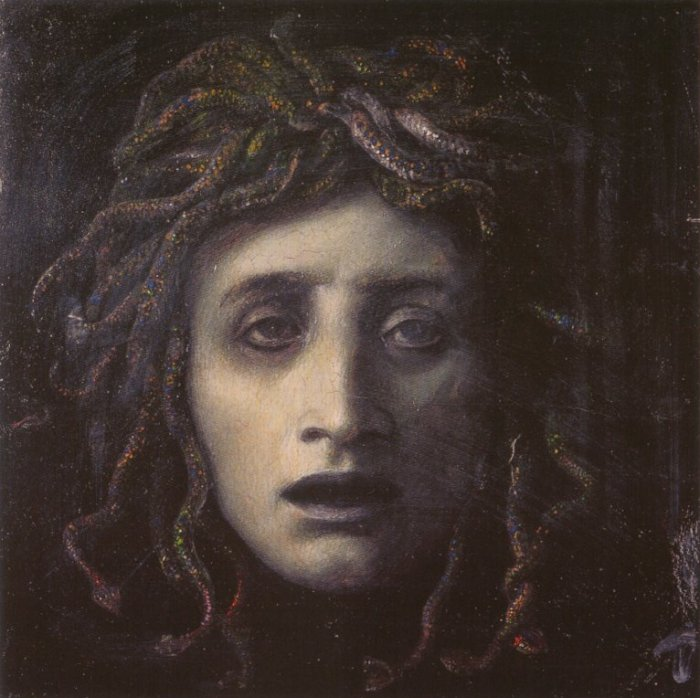
Medusa (de Arnold Böcklin, circa 1878).

### Psicanálise
Em 1940, a obra Das Medusenhaupt (A Cabeça da Medusa), de Sigmund Freud, foi publicada postumamente. Este artigo preparou o terreno para a construção de um significativo corpo de críticas envolvendo o monstro mitológico. A Medusa é apresentada como "o supremo talismã, que fornece a imagem da castração - associada na mente da criança à descoberta da sexualidade maternal - e sua negação."

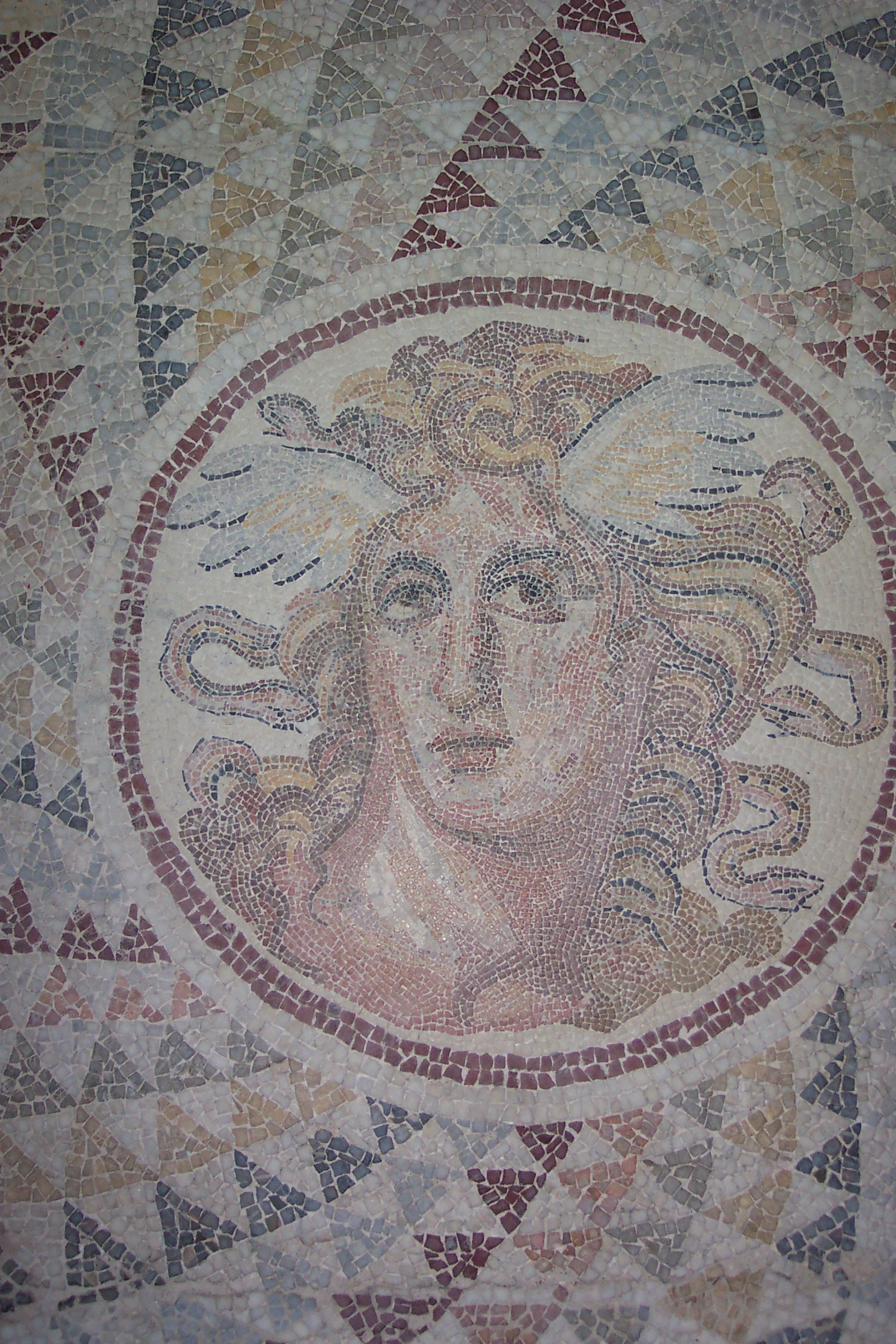
Mosaico romano mostrando a Medusa, do Museu Arqueológico de Atenas.

### Simbolismo
Aegis é o nome do escudo da deusa Atena, o qual tem a Górgona, e que viria originar o nome em português de Égide, que significa precisamente “escudo”.
As gravuras da Górgona Medusa que decoravam os telhados dos templos gregos tinham como objectivo assustar os maus espíritos. As mais famosas dessas gravuras encontravam-se nos frontões do Templo de Ártemis (a quarta maravilha do Mundo Antigo) na ilha de Éfeso.
Algumas das taças de vinho atenienses nos meados do século VI a.C. apresentavam o seguinte aspecto: cerca da berma, no interior da taça, desenhavam-se cachos de uvas, não deixando dúvidas que naquela taça se servia apenas vinho; já perto do fundo, estão desenhadas em todo o contorno umas figuras negras de rapazes nus a servirem vinho aos convidados, enquanto que na base da taça, estava estampado o símbolo da Górgona, ou seja, quem bebesse por essas taças, no momento em que o vinho chegasse a um nível onde que era permitido poder-se ver as figuras negras, os servidores desnudados, significava que a taça necessitava de ser enchida; a cabeça da Górgona depositada no fundo, seria uma mensagem humorística que indicava ao convidado manter a taça do vinho sempre cheia durante a festa, caso contrário, viria a figura da Górgona desvendada e seria transformado em pedra.